# Дитц, Дин
Дин Артур Дитц (англ. Dean Arthur Deetz, 29 ноября 1993, Никса, Миссури) — американский бейсболист, питчер. Выступал в Главной лиге бейсбола в составе клуба «Хьюстон Астрос».

## Биография
Дин Дитц окончил старшую школу города Никса в 2012 году. Во время учёбы он играл в бейсбол и в американский футбол на позиции раннинбека. Интерес к нему проявляли несколько университетов, не входящих в NCAA. Весной 2013 года Дин перенёс операцию на локте и год провёл на реабилитации в Клируотере. В 2014 году он поступил в общественный колледж Северо-Восточной Оклахомы в Майами. В том же году Дитц был выбран «Хьюстоном» в одиннадцатом раунде драфта МЛБ.
В 2015 году он провёл хороший сезон за «Трай-Сити Вэлли Кэтс» и «Квад-Ситиз Ривер Бэндитс», его показатель пропускаемости ERA составил всего 1,70. Чемпионат 2016 года Дитц начал в команде «Ланкастер Джетхокс», а в августе был переведён в AA-лигу в «Корпус-Кристи Хукс». В составе последних он провёл две игры в качестве стартового питчера, одержал две победы и не позволил соперникам набрать ни одного рана.
В сезоне 2017 года Дитц провёл двадцать пять игр в составах «Хукс» и «Фресно Гриззлис», одержав семь побед при шести поражениях. Дважды его признавали лучшим питчером недели в Лиге Среднего Запада. В ноябре «Астрос» включили Дина в расширенный состав команды. В январе 2018 года он был дисквалифицирован на 80 матчей после того, как в его допинг-пробе обнаружили следы дегидрохлорметилтестостерона. Комментируя решение лиги, Дитц заявил, что никогда осознанно не принимал запрещённые препараты. После дисквалификации он провёл 40 2/3 иннингов в младших лигах. Четвёртого сентября 2018 года впервые был вызван в основной состав «Хьюстона» на игру против «Миннесоты», дебютировав в Главной лиге бейсбола. В сезон 2019 года он выступал за фарм-клуб AAA-лиги «Раунд-Рок Экспресс», проведя на поле 34 иннинга с пропускаемостью 7,15. В январе 2020 года Дитц был выставлен на драфт отказов.